# Santa Croce Camerina
Santa Croce Camerina est une commune italienne de la province de Raguse dans la région Sicile en Italie.

## Histoire
Caucana (ou Kaukana), agglomération près de Punta Secca, aurait été fondée par les réfugiés de la colonie grecque de Camarina détruite par les Romains en -258. Les fouilles archéologiques démontrent une occupation sur 6 hectares remontant au IVe siècle avec un port, aujourd'hui submergé, des magasins à plusieurs étages, des habitations côtières et des faubourgs avec des lieux de culte.

## Administration
| Période                                  | Période | Identité        | Étiquette | Qualité |
| ---------------------------------------- | ------- | --------------- | --------- | ------- |
|                                          |         | Lucio Schembari |           |         |
| Les données manquantes sont à compléter. |         |                 |           |         |

### Hameaux
Punta Secca - Casuzze  - Kaucana
Un village vacances du Club Med se trouve sur le site de la commune.

### Communes limitrophes
Raguse (Italie)